# La cruz del diablo
La cruz del diablo es un relato de Gustavo Adolfo Bécquer, publicado en 1871. La leyenda narra el origen de una cruz ubicada en las cuevas de Bellver.

## Trama
Mientras visita las cuevas de Bellver, un turista decide preguntarle al guía el origen de la cruz emplazada en ese lugar. Éste le cuenta la historia de aquella cruz, que supuestamente estaba maldita. Resulta que el señor del Colás iba matando a la gente que estaba en contra de él. Era famoso por su crueldad y sobre todo por su armadura. A tal personaje lo mataron y esta armadura cobró vida propia. La llevaron al juicio y le dijeron que se quitara la armadura. Al final le levantaron el casco y para sorpresa de los allí presentes, la armadura estaba completamente vacía. La llevaron al calabozo y el alcaide, que no se creía lo sucedido, entró en su celda y esta le atacó y se escapó. La volvieron a coger y la quemaron y fundieron en la hoguera, mientras se escuchaban gritos de dolor. De esta forma la armadura se convirtió en la Cruz del Diablo, situada en la colina del municipio de Bellver.

## Personajes
- Bécquer: Narrador de la historia, quien interviene en primera persona. Pretende contar una historia verdadera, cuyo epígrafe dice: “Que lo creas o no me importa bien poco. Mi abuelo se lo narró a mi padre, mi padre me lo ha referido a mí, y yo te lo cuento ahora, siquiera no sea más que por pasar el rato”.
- El señor feudal de Urgellet o el señor del castillo del Segre: Es un hombre malvado de la nobleza el cual entrega su alma al diablo a cambio de ganar la guerra contra el pueblo.
- El hombre de la ermita dedicada a San Bartolomé: Es una persona de buenas costumbres, que ayuda al pueblo a deshacerse de la presencia del espíritu del demonio.
- El alcaide: Encuentra la armadura destrozada en el calabozo, y es la persona que dice que sería mejor quemarla y hacer una cruz.

## Relación con otras obras
La leyenda no parece tener un origen determinado. La afición de Bécquer por los relatos folclóricos y su aprovechamiento para la narración literaria de orden fantástico se hace cada vez más patente.
En La cruz del valle, zarzuela en la que colaboró el autor, hay un acercamiento a tradiciones populares cercanas. Entre los temas que aborda, está el conflicto y la protección, además de hacer referencia a autores encadenados. 
La película La cruz del diablo, de John Gilling, está basada en esta leyenda, de la que toma el nombre, y en El monte de las ánimas y El miserere, también de Bécquer. 